# RYU EX.C-C-B
RYU EX.C-C-B（リュウ・エクス・シーシービー）は、笠浩二の3枚目のシングル。1997年9月17日にCDで発売された。

## 解説
- 収録されている2曲とも米川英之が編曲を行なっている。

## 収録曲
| 全作詞: 小林浩、全作曲: 笠浩二、全編曲: 米川英之。 |                                                          |        |            |
| #                                                  | タイトル                                                 | 作詞   | 作曲・編曲 |
| 1.                                                 | 「Virginity（from A PART-TIME HIGH SCHOOL）」            | 小林浩 | 笠浩二     |
| 2.                                                 | 「Extension（from A PART-TIME HIGH SCHOOL） 」           | 小林浩 | 笠浩二     |
| 3.                                                 | 「Virginity（from A PART-TIME HIGH SCHOOL）」(カラオケ)  | 小林浩 | 笠浩二     |
| 4.                                                 | 「Extension（from A PART-TIME HIGH SCHOOL） 」(カラオケ) | 小林浩 | 笠浩二     |